# Монтебело Вичентино
Монтебело Вичентино (итал. Montebello Vicentino) је насеље у Италији у округу Виченца, региону Венето.
Према процени из 2011. у насељу је живело 5097 становника. Насеље се налази на надморској висини од 83 м.

## Становништво
Према резултатима пописа становништва 2011. у општини је живело 6.531 становника.
| 1931. | 1936. | 1951. | 1961. | 1971. | 1981. | 1991. | 2001. | 2011. |
| ----- | ----- | ----- | ----- | ----- | ----- | ----- | ----- | ----- |
| 4.953 | 4.995 | 5.410 | 4.849 | 4.860 | 5.287 | 5.436 | 5.771 | 6.531 |